# Zoltán Pál Dienes
Zoltán Pál Dienes (21 de junho de 1916 — 11 de janeiro de 2014) foi um matemático húngaro.
Elaborou um método para exercitar a lógica e desenvolver o raciocínio abstrato.Na década de 1950, demonstrara que as crianças de 5 anos poderiam chegar a um pensamento lógico mais elevado através do uso de material concreto, bem adaptado à sua idade. Ele imaginou um conjunto de materiais composto por 48 peças de madeira,entre os quais as relações lógicas,se estabeleciam por características sensoriais fáceis de serem observadas e diferenciadas por elas, cor, tamanho e espessura.[carece de fontes?]